# Kermes vermilio

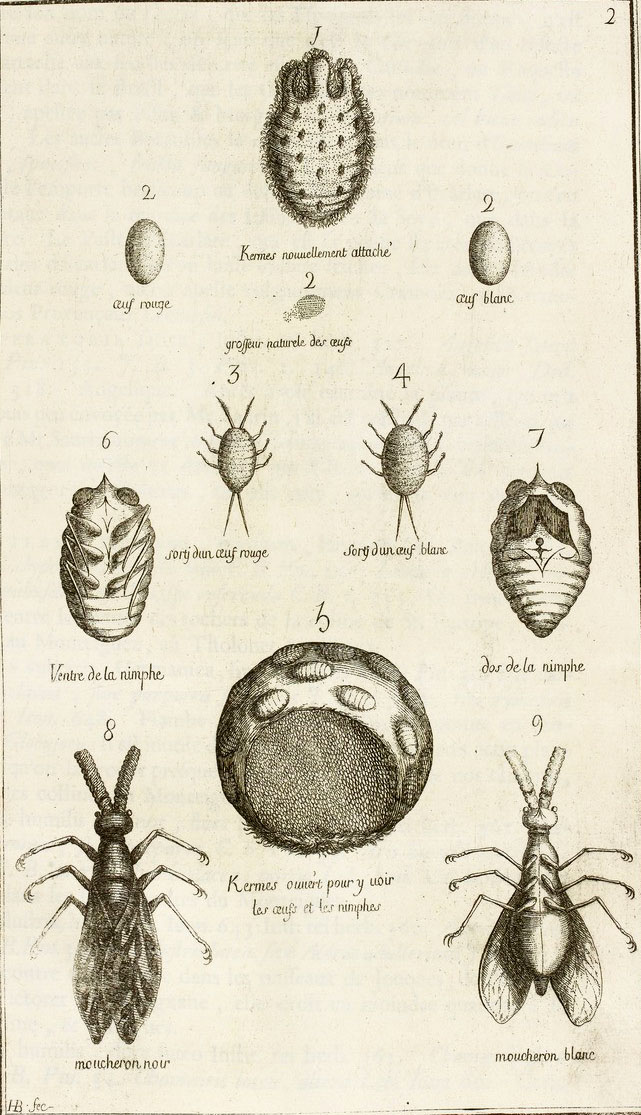
Cochinilla de las encinas (Kermes vermilio) insecto hemíptero

La cochinilla de las encinas (Kermes vermilio) es un insecto hemíptero perteneciente a la familia Kermesidae. Vive en árboles del género Quercus, principalmente en el cascajo o chaparro (Quercus coccifera).

## Descripción
Este insecto presenta un claro diformismo sexual, siendo los machos alados y las hembras ápteras. Las hembras tienen el aspecto de cochinillas circular con la cutícula brillante de color rojizo uniforme. A principios de verano comienza la puesta de huevos en el interior de la hembra; aproximadamente Mil quinientos, de forma oval y color anaranjado. La hembra muere y su caparazón  conteniendo los huevos queda fijado en las ramillas afectadas con un aspecto arrugado y negruzco.
Las ninfas son de contorno oval, de color rojo bermellón intenso, y están recubiertas por una película cérea que segregan por unos tubérculos dispuestos en la cutícula del vientre.
Los machos adultos presentan un par de alas bien desarrolladas y otro par en forma de balancines, tienen tres pares de patas y al final del abdomen cuentan con dos filamentos de longitud superior al cuerpo. Su boca no funcional, con apéndices maxilares no desarrollados, les impide alimentarse, por lo que tienen una vida fugaz.
De las hembras fecundadas de este parásito se obtiene ácido quermésico, que se utillza como colorante natural púrpura para la tinción de sedas e incluso como colorante alimentario. Está citado en la bibliografía ya en el siglo XII.

## Ciclo biológico
En España se ha seguido el ciclo biológico de este insecto en diferentes altitudes, comprobando que completa una generación en un año. Una vez realizada la puesta y eclosionados los huevos, las ninfas salen del interior del receptáculo que forma la hembra para el mes de julio, y muestran una gran actividad en la primera quincena. Transcurrido ese tiempo, se fijan a la corteza, preferentemente en la base del pecíolo de las hojas, en las yemas o en las axilas de las ramas, clavando el estilete para su alimentación. Una vez fijadas las ninfas, comienzan su crecimiento, que se interrumpe por las bajas temperaturas del invierno y se retoma cuando éstas son más favorables, a comienzos de la primavera.
En el caso del sexo masculino, la metamorfosis es completa. La pupación tiene lugar a mediados del mes de mayo, y los primeros machos alados se observan al final de este mismo mes. En el caso del sexo femenino presenta una metamorfosis sencilla, hasta alcanzar el aspecto de hembra adulta ápoda a mediados del mes de mayo. Las hembras se reproducen también de forma partenogenética, dando lugar a hembras, que completan el ciclo biológico.

## Ecología
El incremento de la presencia de este insecto parece estar relacionado con las condiciones climatológicas existentes, que pueden favorecer su desarrollo, así como afectar a los enemigos naturales de esta cochinilla y a las condiciones vegetativas del árbol, haciéndolo más vulnerable al ataque.
Como en el resto de cocoideos, provoca daños directos sobre los árboles colonizados, debidos a la succión de savia. Mediante las picaduras producidas por las larvas y hembras adultas se ocasiona un debilitamiento generalizado del árbol.